# ブルーノ・セザル・ザナキ
ブルーノ・セザル・ザナキ（Bruno César Zanaki、1988年11月3日 - ）は、ブラジル・サンパウロ州出身の元サッカー選手。現役時代のポジションはMF。

## 経歴
2010年からブラジルのコリンチャンスでプレーした。2011年3月29日、ポルトガルのSLベンフィカに6年契約で移籍した。7月1日付でベンフィカに移籍した。

## 代表歴
ブラジル代表として、2011年11月10日、親善試合のガボン代表戦でA代表デビューを果たした。

## タイトル
SCコリンチャンス・パウリスタ
- カンピオナート・ブラジレイロ・セリエA：1回 (2011)

SLベンフィカ
- タッサ・ダ・リーガ：1回 (2011-12)

アル・アハリ・ジッダ
- クラウンプリンスカップ：1回 (2014-15)

スポルティング・クルーベ・デ・ポルトゥガル
- タッサ・ダ・リーガ：1回 (2017-18)
- タッサ・デ・ポルトガル：1回 (2018-19)